# Fuseau neuromusculaire
Pour les articles homonymes, voir Fuseau et neuromusculaire.
Le fuseau neuromusculaire (FNM) est un mécanorécepteur constitué de fibres musculaires modifiées. Disposé parallèlement aux fibres du muscle, il est sensible à l'allongement de celui-ci, et traduit un stimulus mécanique en un message nerveux.  

## Rôle
Ces fuseaux sont des récepteurs sensoriels. Ils jouent donc un rôle important dans la proprioception statique, ainsi que dans la kinesthésie.
Ils sont également impliqués dans le réflexe myotatique : leur rôle est alors d'augmenter le niveau de contraction du muscle en réponse à son propre étirement. Le muscle tend à revenir à sa longueur initiale.
Le fuseau neuromusculaire est donc sensible aux mouvements du muscle dans lequel il est situé. Il peut fournir au cerveau des informations sur l'activité et la tension du muscle sous forme d'impulsion électrique. Le fuseau neuromusculaire favorise également la contraction du muscle.

## Constitution

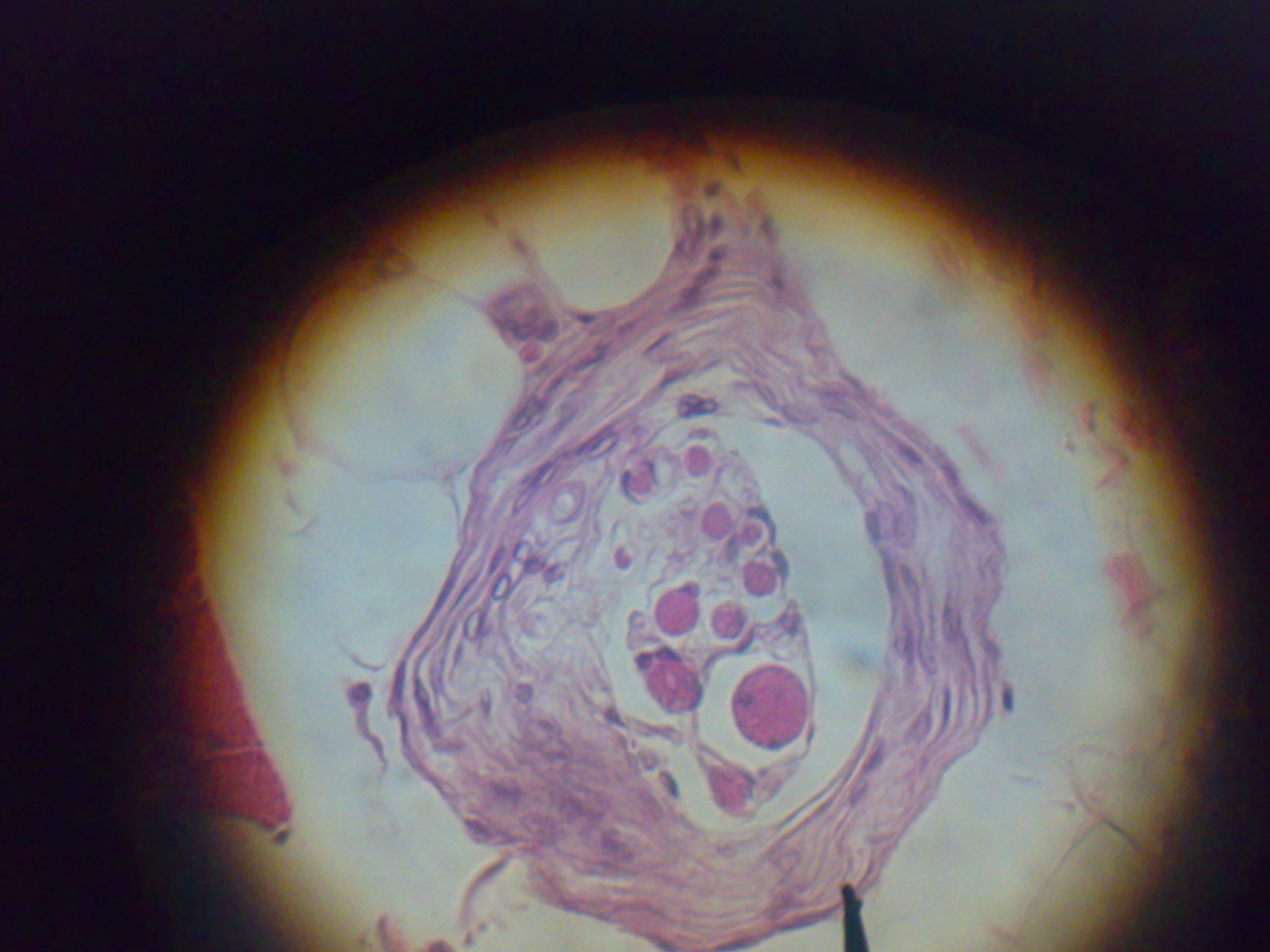
Faisceau neuromusculaire au microscope optique

Chaque fuseau est constitué de fibres intrafusales dont la partie polaire (partie aux extrémités des fibres musculaires) est contractile et dont le centre (partie équatoriale) ne l'est pas. L'ensemble est enveloppé dans une capsule de tissu conjonctif. Le FNM reçoit une innervation motrice par l'intermédiaire du motoneurone gamma, et une innervation sensitive par les fibres de type I et II.

## Fonctionnement
Deux types de fibres sont présentes dans un fuseau neuromusculaire : les fibres I, qui sont très sollicitées lorsque le muscle est étiré, puis reviennent à un état de repos ; et les fibres II, pour lesquelles l'activité dépend de l'état d'étirement du muscle (plus le muscle est étiré, plus les potentiels d'action sont rapprochés).
Le fuseau neuromusculaire est donc capable de renseigner le corps à la fois sur la position du muscle et sur son mouvement relatif.

## Innervation sensitive
Il est constitué de fibres intrafusales musculaires à sac et à chaîne ; les fibres musculaires intrafusales primaires (ou à sac nucléaire) sont innervées par les terminaisons primaires (Fibres Ia à conduction rapide 70 à 120 m.s-1), tandis que les fibres intrafusales secondaires (ou à chaîne nucléaire) sont innervées, en leur centre, par les terminaisons des fibres nerveuses primaires (Fibres Ia) et, de part et d'autre de la région centrale, par les fibres nerveuses secondaires (Fibres II à conduction lente 36 à 72 m.s-1).

## Innervation motrice
Les fibres intrafusales sont innervées par des motoneurones gamma. Le rôle des motoneurones gamma est d'étirer les fibres du fuseau via de petits muscles situés aux extrémités du fuseau. Lorsque la longueur du fuseau neuromusculaire est modifiée, l'afférence sensorielle provenant du fuseau neuromusculaire est modifiée. Le rôle des motoneurones gamma est donc de maintenir une tension constante au niveau du fuseau neuromusculaire malgré l'étirement ou la contraction musculaire volontaire. Les afférences proprioceptives provenant du fuseau sont ainsi maintenues constantes en l'absence de perturbations involontaires. 
En effet le fuseau neuromusculaire doit être tendu en permanence à une valeur constante. C'est la variation de cette valeur de consigne que vont capter les mécanorécepteurs I et II. Cette tension doit être constante à l'étirement comme à la contraction. Le but du motoneurone gamma est de ramener le fuseau neuromusculaire à sa tension, son étirement, sa longueur de consigne : soit, lorsque celui-ci est comprimé, il l'étire, et lorsque celui-ci est étiré, il le contracte.
Le motoneurone gamma est activé par la même impulsion que celle qui active le motoneurone alpha et déclenche la contraction du muscle : la commande d'activation est envoyée aux deux instances. Dans le cas d'une contraction non désirée du muscle, c'est-à-dire provoquée par l'environnement et non par une commande relayée par la moelle épinière, il y a donc effectivement baisse de la sensibilité du fuseau neuromusculaire et trouble de la proprioception.
Les fibres gamma des cornes antérieures de la moelle se projettent sur les fibres musculaires intrafusales aussi bien à sac et à chaîne ; alors que les fibres bêta ne se projettent que sur les fibres intrafusales musculaires à chaîne.

## Rappels
- Les cornes antérieures de la moelle épinière sont motrices (émettent des efférences) et les cornes postérieures sont sensitives (reçoivent des afférences).
- La corne antérieure émet des fibres gamma (fusimotrices), des fibres alpha (extrafusales) et des fibres bêta (mixtes).
- La moelle reçoit des fibres Ia et II du fuseau neuromusculaire (capteur de longueur et variation de longueur) et des fibres Ib de l'organe tendineux de Golgi (capteur de force).

## Galerie

Fuseau neuromusculaire
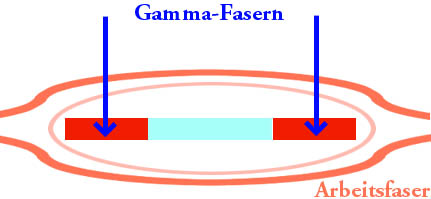
Fibre gamma
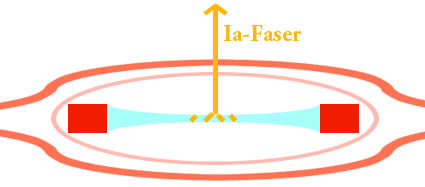
Fibre Ia
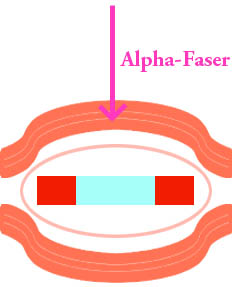
Fibre alpha
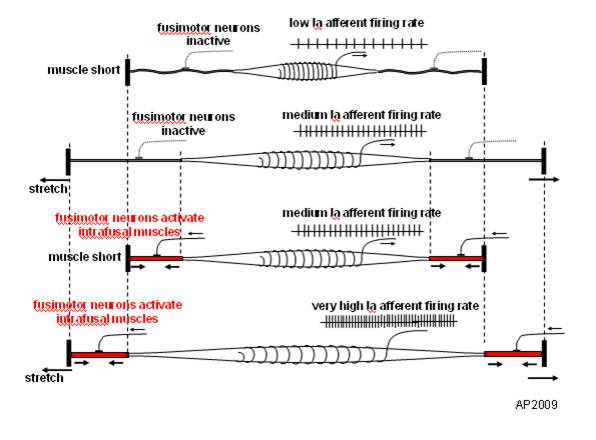
Action d'un fuseau neuromusculaire